# George Colman il Vecchio

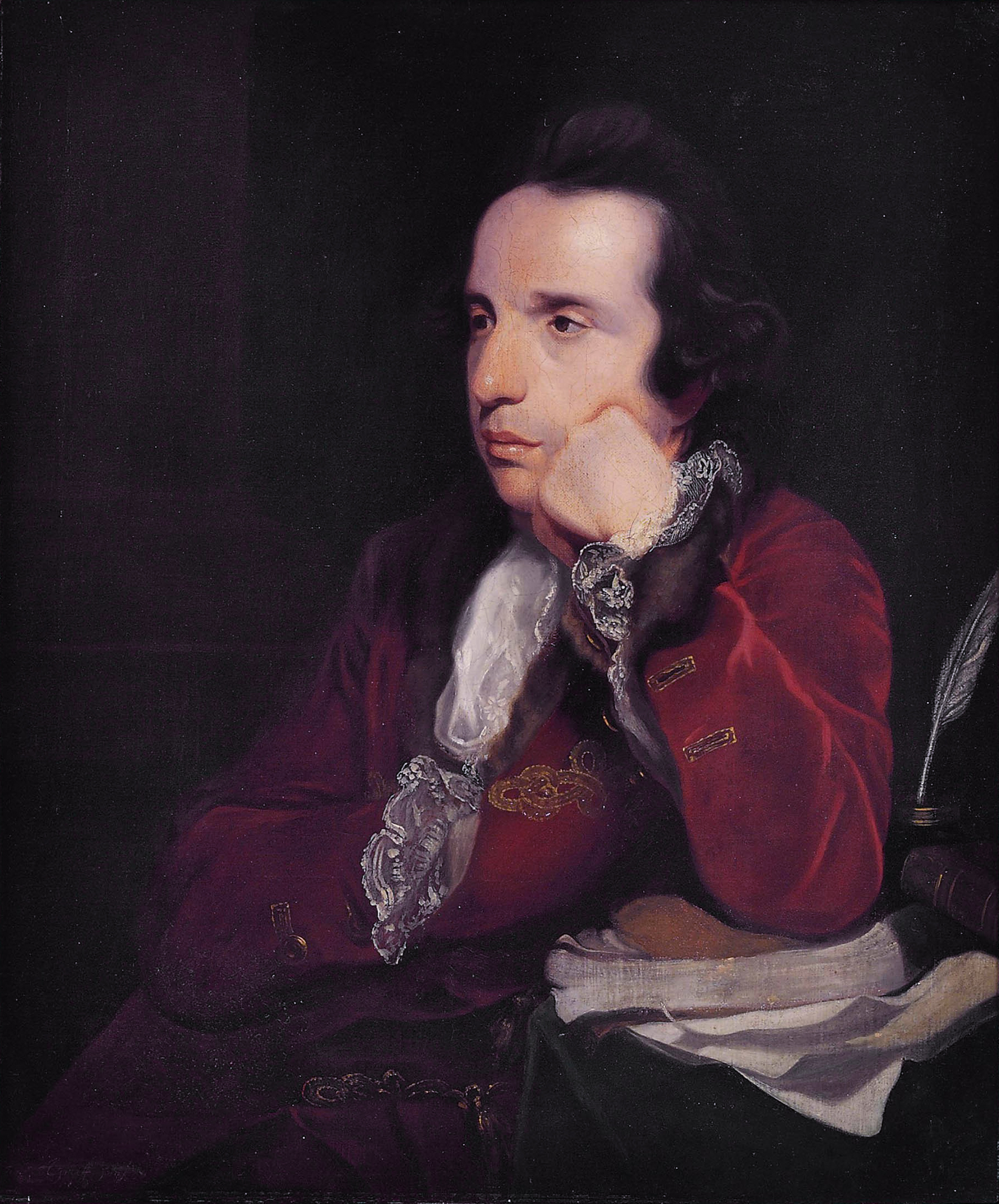
George Colman il Vecchio, di Joshua Reynolds, 1768–1770

George Colman il Vecchio (Firenze, aprile 1732 – Londra, 14 agosto 1794) è stato un drammaturgo e saggista inglese, detto il Vecchio per distinguerlo da suo figlio George Colman il Giovane.

## Biografia
Nacque a Firenze dove suo padre era ambasciatore britannico alla corte del granduca di Toscana. Suo padre morì quando egli non aveva ancora un anno e la sua istruzione venne affidata a William Pulteney, in seguito Lord Bath, la cui moglie era la sorella della signora Colman. Dopo aver frequentato una scuola privata in Marylebone, il giovane George venne inviato alla Westminster School, che ha lasciato a tempo debito per il college Christ Church di Oxford. Qui fece la conoscenza di Bonnell Thornton, il parodista, e insieme fondarono The Connoisseur (1754-1756), un periodico che, pur raggiunto soltanto il 140° numero, "ebbe il suo peso", come disse  Johnson. Lasciata Oxford dopo la laurea nel 1755, dopo essere stato ammesso al Lincoln Inn prima del suo ritorno a Londra, venne chiamato alla professione legale nel 1757. Un'amicizia con David Garrick non aiutò la sua carriera come avvocato, ma continuò a praticare la carriera forense fino alla morte di Lord Bath, in segno di rispetto per i suoi desideri.

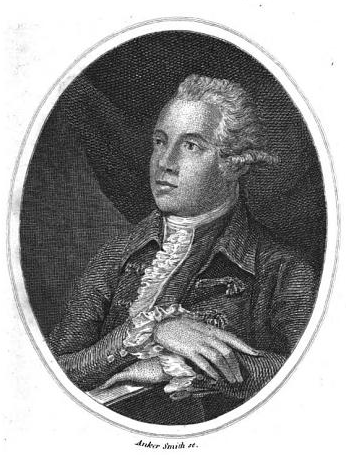
Ritratto di Colman

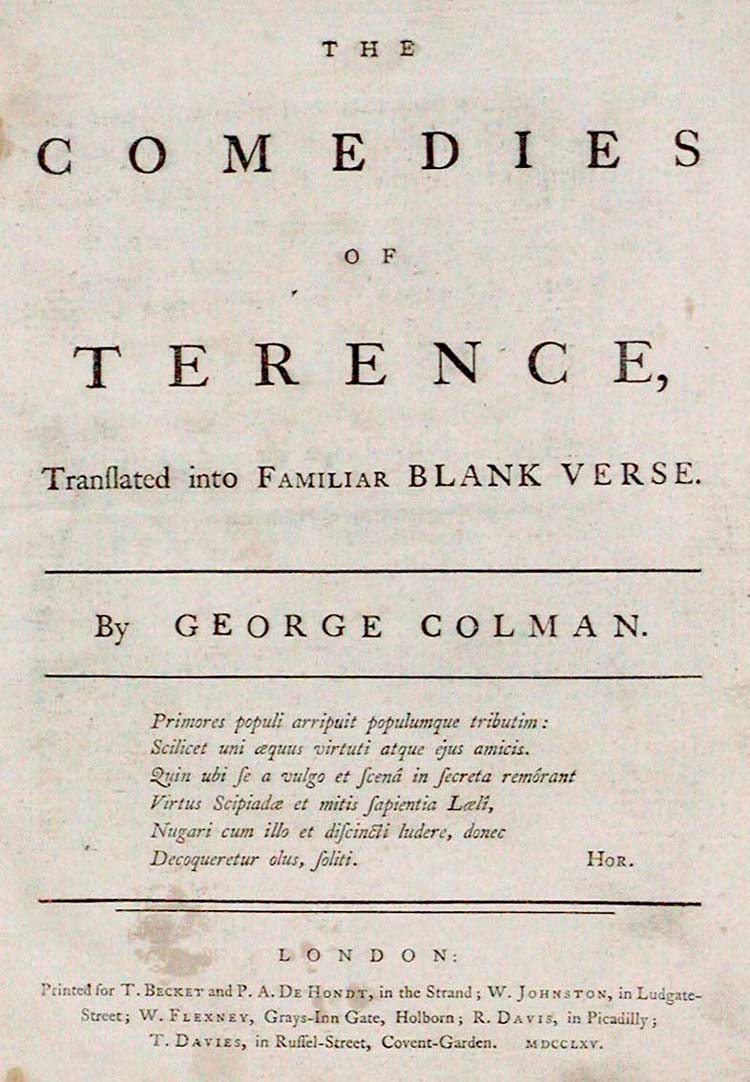
Copertina di Terence di Colman, 1765

Nel 1760 produsse la sua prima commedia, Polly Honeycomb, che ottenne grande successo. Nel 1761, The Jealous Wife, una commedia parzialmente incentrata su Tom Jones, fece di Colman un commediografo famoso. La morte di Lord Bath, nel 1764, gli fornì indipendenza economica. Nel 1765 apparve la sua traduzione metrica di Terence; e nel 1766, ha produsse  The Clandestine Marriage , in collaborazione con  Garrick, il cui rifiuto di prendere la parte di Lord Ogleby portò ad una lite tra i due autori. L'anno successivo acquistò un quarto della proprietà del Covent Garden Theatre, un passo che si dice abbia indotto il generale Pulteney a revocare un testamento con il quale aveva lasciato a Colman un latifondo. Il generale, che morì in quello stesso anno, gli lasciò tuttavia una considerevole rendita. Alla terza replica della sua opera The Oxonian in Town il 9 novembre 1767, ci fu una rivolta a quanto pare scatenata da una claque.
Colman fu direttore del Covent Garden per sette anni, e durante questo periodo produsse numerosi "adattamenti" di opere di Shakespeare. Nel 1768 venne eletto al The Club, club letterario che era costituito da dodici membri. Nel 1771 il masque di Thomas Arne, The Fairy Prince, ebbe la prima al Covent Garden e dell'opera Colman aveva scritto il libretto. Nel 1774 vendette la quota del Covent Garden, che lo aveva portato a liti con i suoi soci e tre anni dopo acquistò da Samuel Foote, ammalato e depresso, il piccolo teatro di Haymarket. Nel 1785 venne colpito da paralisi e nel 1789 subì dei danni cerebrali che lo portarono a morte il 14 agosto 1794. OLtre ai lavori già citali, Colman fu autore di adattamenti dell'opera di Beaumont e Fletcher, Bonduca, di Ben Jonson, Epicoene e Volpone, di Milton, Comus e di altri. Produsse un'edizione delle opere di Beaumont e Fletcher (1778), una versione dell'Ars poetica di Orazio, un'eccellente traduzione di Mercator di Plauto per l'editore Bonnell Thornton (1769–1772), diverse commedie di terze parti, molte parodie e occasionali lavori. Un'edizione incompleta delle sue opere drammatiche venne pubblicata nel 1777 in quattro volumi.

## Opere selezionate
- Polly Honeycombe (1760)
- The Jealous Wife (1761)
- The Clandestine Marriage (1766)
- The Oxonian in Town (1767)
- The Manager in Distress (1780)
- The Genius of Nonsense (1780)